# ستيفان فيغيه
ستيفان فيغيه (بالمجرية: Fejes István)‏ هو طيار بطل مجري، ولد في 30 أغسطس 1891 في جيور في المجر، وتوفي في 1 مايو 1951.